# Vaux-sur-Somme
Vaux-sur-Somme es una comuna francesa situada en el departamento de Somme, en la región de Alta Francia.
El 21 de abril de 1918, el famoso aviador alemán Manfred Von Richtofen, más conocido con el seudónimo de "Barón Rojo", fue derribado en la localidad.

## Demografía
| 219 | 229 | 208 | 224 | 320 | 339 | 295 |
| Para los censos de 1962 a 1999 la población legal corresponde a la población sin duplicidades (Fuente: INSEE [Consultar]) |     |     |     |     |     |     |